# 맥거핀
맥거핀(MacGuffin)은 영화 등의 줄거리에서 중요하지 않은 것을 마치 중요한 것처럼 위장해서 관객의 주의를 끄는 일종의 트릭이다. 즉, 맥거핀은 관객의 호기심을 자극하며 관객을 의문에 빠트리거나 긴장감을 느낄 수 있게 만드는 사건, 상황, 인물, 소품 등을 지칭하는 것으로 감독은 맥거핀에 해당하는 소재들을 미리 보여주고 관객의 자발적인 추리 행태를 통해서 서스펜스를 유도한다.
예컨대, 히치콕 영화 《싸이코》는 재닛 리가 연기한 마리온 크레인이 공금을 횡령하여 도피하는 장면으로 시작한다. 영화를 처음 보기 시작한 관객은 저 돈의 행방이 어떻게 될 것인지 궁금해 한다. 그런데 마리온이 살해당하는 중반부를 거쳐, 영화의 결말에 이르면 아무도 돈의 행방 따위에는 신경쓰지 않게 된다. 이 때 마리온이 횡령한 돈이 맥거핀이라고 할 수 있다.
영화용어로 만들어졌지만 최근에는 각종 매체에서 사용하는 단어로 자리잡게 되어 영화가 아닌 다른 분야의 설명에도 종종 쓰이곤 한다.

## 용어의 유래
맥거핀이라는 용어는 영화 감독 앨프리드 히치콕으로부터 유래했다. 히치콕이 프랑스의 영화 감독 프랑수아 트뤼포와의 대담에서 이 말에 얽힌 이야기를 아래와 같이 설명한 바 있다.
두 사람이 스코틀랜드행 열차를 타고 가다가 한 사람이 선반 위에서 어떤 물건을 발견한다.

A: 선반 위의 저것이 무엇입니까?

B: 저것은 맥거핀입니다.

A: 맥거핀이요? 무엇에 쓰는 물건입니까?

B: 스코틀랜드 고지대에 사는 사자를 잡기 위한 도구입니다.

A: 스코틀랜드 고지대에는 사자가 없는데요?

B: 아, 그러면 맥거핀은 아무 것도 아니군요.

또한, 히치콕의 영화에는 맥거핀 기법이 자주 사용된다.

## 같이 보기
- 붉은 청어
- 언옵테늄